# Медаль Нау Сена

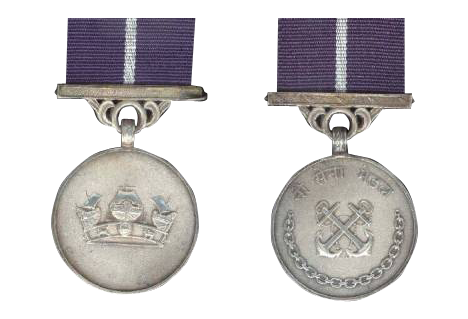
Медаль Нау Сена

Медаль Нау Сена (англ. Nau Sena Medal, букв. «медаль ВМФ») — награда для военнослужащих ВМС Индии.

## История
Медаль была учреждена в 1960 году.

## Дизайн
Медаль округлой формы с изогнутыми сторонами из серебра. На аверсе выгравирован военно-морской герб. На реверсе монеты изображен трезубец в круге и веревке, а также надпись «Медаль Нау Сена» на хинди, выбитая вдоль верхнего края.
Полоса тёмного цвета с белой серебристой полосой.